# 역사저널 그날
《역사저널 그날》은 한국방송공사에서 방영한 인포테인먼트 프로그램이다.

## 기획 의도
역사의 이야기를 대담으로 풀어낸 교양 프로그램이었다.

## 방송 시간
| 방송 채널 | 방송 기간                           | 방송 시간                       |
| --------- | ----------------------------------- | ------------------------------- |
| KBS 1TV   | 2013년 10월 26일 ~ 2013년 12월 28일 | 매주 토요일 밤 9:40 ~ 10:30     |
| KBS 1TV   | 2014년 7월 5일 ~ 2015년 2월 7일     | 매주 토요일 밤 9:40 ~ 10:30     |
| KBS 1TV   | 2015년 10월 18일 ~ 2015년 12월 27일 | 매주 일요일 밤 9:40 ~ 10:30     |
| KBS 1TV   | 2016년 4월 17일 ~ 2016년 12월 4일   | 매주 일요일 밤 9:40 ~ 10:30     |
| KBS 1TV   | 2017년 6월 25일 ~ 2017년 8월 27일   | 매주 일요일 밤 9:40 ~ 10:30     |
| KBS 1TV   | 2018년 4월 15일 ~ 2019년 9월 8일    | 매주 일요일 밤 9:40 ~ 10:30     |
| KBS 1TV   | 2014년 1월 5일 ~ 2014년 6월 29일    | 매주 일요일 밤 10:30 ~ 11:20    |
| KBS 1TV   | 2015년 2월 15일 ~ 2015년 8월 30일   | 매주 일요일 밤 10:30 ~ 11:20    |
| KBS 1TV   | 2016년 1월 3일 ~ 2016년 3월 27일    | 매주 일요일 밤 10:30 ~ 11:20    |
| KBS 1TV   | 2015년 9월 6일 ~ 2015년 10월 11일   | 매주 일요일 밤 10:35 ~ 11:25    |
| KBS 1TV   | 2016년 4월 3일 ~ 2016년 4월 10일    | 일요일 밤 9:50 ~ 10:40          |
| KBS 1TV   | 2016년 12월 17일                    | 토요일 밤 10:30 ~ 11:20         |
| KBS 1TV   | 2018년 1월 28일 ~ 2018년 2월 4일    | 매주 일요일 밤 9:20 ~ 10:10     |
| KBS 1TV   | 2018년 3월 4일 ~ 2018년 4월 8일     | 매주 일요일 밤 9:30 ~ 10:20     |
| KBS 1TV   | 2019년 9월 17일 ~ 2020년 6월 23일   | 매주 화요일 밤 10:00 ~ 10:55    |
| KBS 1TV   | 2020년 6월 30일 ~ 2021년 10월 12일  | 매주 화요일 밤 10:00 ~ 10:50    |
| KBS 1TV   | 2021년 10월 23일 ~ 2022년 2월 5일   | 매주 토요일 저녁 8:05 ~ 밤 9:00 |
| KBS 1TV   | 2022년 2월 13일 ~ 2024년 2월 11일   | 매주 일요일 밤 9:40 ~ 10:30     |

## 출연자

### 1, 2, 3, 4기
최원정, 최태성3기(제외), 신병주, 류근2,4기(제외), 이윤석2,4기(제외), 이광용2,3기(제외)

### 2기
원동연, 임윤선

### 3기
이익주

### 4기
이시원, 허준

## 같이 보기
관련 항목
- 한국의 역사